# Europees kampioenschap zeilwagenrijden 2005
Het Europees kampioenschap zeilwagenrijden 2005 was een door de Internationale Vereniging voor Zeilwagensport (FISLY) georganiseerd kampioenschap voor zeilwagenracers. De 43e editie van het Europees kampioenschap vond plaats in het Nederlandse Terschelling en het Ierse Benone beach.

## Uitslagen

### Heren
| klasse       | Goud              | Zilver            | Brons                |
| Terschelling | Terschelling      | Terschelling      | Terschelling         |
| ------------ | ----------------- | ----------------- | -------------------- |
| Standart     | Sylvain Lebaillif | Ronon Simoneau    | Jean Claude Bouville |
| Klasse 2     | Didier Gervais    | Jean Claude Morel | Johan Sobry          |
| Klasse 3     | Gabriel Valat     | François Grard    | Olivier Imbert       |
| Klasse 5     | Alban Morandière  | Xavier Faucon     | Aurélien Morandière  |
| Benone beach |                   |                   |                      |
| Klasse 8     | Peter Swann       | Graham Steel      | Simon Bosworth       |

### Dames
| klasse       | Goud                              | Zilver             | Brons            |
| Terschelling | Terschelling                      | Terschelling       | Terschelling     |
| ------------ | --------------------------------- | ------------------ | ---------------- |
| Standart     | Marie-Christine Ribaud de Gineste | Christine Chuberre | Annelies Heutink |
| Klasse 2     | Imke Borrowski                    |                    |                  |
| Klasse 3     | Hélène Cazier                     | Christine Heath    |                  |
| Klasse 5     | Amandine Morhaim                  | Marjorie Bernier   | Olivia Lys       |
| Benone beach |                                   |                    |                  |
| Klasse 8     | Karen Mansfield                   |                    |                  |

1963 ·
1964 ·
1965 ·
1966 ·
1967 ·
1968 ·
1969 ·
1970 ·
1971 ·
1972 ·
1973 ·
1974 ·
1975 ·
1976 ·
1977 ·
1978 ·
1979 ·
1980 ·
1981 ·
1982 ·
1983 ·
1984 ·
1985 ·
1986 ·
1987 ·
1988 ·
1989 ·
1990 ·
1991 ·
1992 ·
1993 ·
1994 ·
1995 ·
1996 ·
1997 ·
1998 ·
1999 ·
2000 ·
2001 ·
2002 ·
2003 ·
2004 ·
2005 ·
2006 ·
2007 ·
2009 ·
2010 ·
2011 ·
2013 ·
2015 ·
2016 ·
2017 ·
2019 ·
2020 ·